# Ulysses Cuadra
Ulysses Cuadra (24 februari 1987, Los Angeles) is een Amerikaans acteur en stemacteur. 
Cuadra begon in 1997 als jeugdacteur met acteren in de film Foto Novelas: Mangas. Hierna heeft hij nog meerdere rollen gespeeld (visueel als stem) in films en televisieseries zoals The Zeta Project (2001), Rocket Power: Race Across New Zealand (2002) en Rocket Power (1999-2003).

## Carrière

### Films
Uitgezonderd korte films.
- 2002 Gotta Kick It Up – als Segura
- 2002 Rocket Power: Race Across New Zealand – als Twister Rodriquez (stem) – animatie
- 2001 Tortilla Soup – als sarcastische student
- 2000 Price of Glory – als jonge Sonny Ortega
- 2000 Runaway Virus – als Marco
- 1999 Learning to Swim – als jonge Guillermo
- 1997 The End of Violence – als Jose
- 1997 Foto Novelas: Mangas – als Octavio

### Televisieseries
Uitgezonderd eenmalige gastrollen.
- 1999 – 2004 Rocket Power – als Maurice Rodriquez (stem) – 38 afl. – animatie
- 2001 The Zeta Project – als Bucky (stem) – 3 afl. – animatie
- 2000 Clifford the Big Red Dog – als Vaz (stem) – 2 afl. – animatie

### Computerspellen
- 2012 Steel Battalion: Heavy Armor - als stem
- 2011 Resident Evil: The Mercenaries 3D - stem
- 2009 Biohazard: The Darkside Chronicles – als Javier Hidalgo
- 2005 SOCOM: U.S. Navy SEALs – Fireteam Bravo – als Esuebio Vargas